# Manuel María Gutiérrez
Manuel María Gutiérrez (Heredia, 1829 – San José, 1887) è stato un flautista e compositore costaricano.
Iniziò a suonare il flauto nella banda militare di San José, per la quale suonò fino al 1845. Passò in seguito alla Banda di Heredia e quindi a quella della capitale.
Il 2 marzo del 1852 fu promosso dall'allora Presidente della Repubblica, Juan Rafael Mora Porras alla Direzione Generale delle Bande musicali della Repubblica e, tre mesi più tardi, compose le note dell'inno nazionale della Costa Rica.
Perfezionò gli studi della musica a L'Avana e, di ritorno in Costa Rica, compose altri importanti pezzi musicali, fra i quali ricordiamo il valzer El Palacio, composto per l'inaugurazione del Palacio Nacional a San José.
Morì a San José all'età di 58 anni.
Fu insignito dell'appellativo di benemerito della patria.